# Барсуково (Тальменский район)
Барсуково — село в Тальменском районе Алтайского края. Входит в состав Речкуновского сельсовета.

## География
Расположено на правом берегу реки Оби. Абсолютная высота — 12а метра над уровнем моря.

## История
Основано в 1700 году. В 1926 году в деревне Барсуково имелось 92 хозяйства и проживало 408 человек (197 мужчин и 211 женщин). В национальном составе населения того периода преобладали русские. Действовала школа I ступени. В административном отношении входила в состав Речкуновского сельсовета Белоярского района Барнаульского округа Сибирского края.

## Население
| 1926 | 1997 | 1998 | 1999 | 2000 | 2001 |
| ---- | ---- | ---- | ---- | ---- | ---- |
| 408  | ↘21  | ↗45  | ↗67  | ↘45  | ↗64  |
| 2002 | 2003 | 2004 | 2005 | 2006 | 2007 |
| ↘35  | ↘30  | ↘19  | ↗20  | ↗24  | ↗28  |
| 2008 | 2009 | 2010 | 2011 | 2012 | 2013 |
| →28  | ↘25  | ↗28  | ↘26  | →26  | ↘22  |

Национальный состав
Согласно результатам переписи 2002 года, в национальной структуре населения русские составляли 94 %.